# شجاع الملك
صاحب السمو السير شجاع الملك رفيع الشأن في الإمبراطورية الهندية [الإنجليزية] (1 كانون الثاني 1881 - 13 تشرين الأول 1936) كان حاكم (عُرف باللقب بـالفارسية: مهتر) ولاية شيترال وحكمها لمدة 41 عامًا حتى وفاته في عام 1936. كان ينتمي إلى سلالة كاتور [الإنجليزية] الملكية، التي حكمت الولاية من عام 1571 إلى عام 1969، حتى تم دمج ولاية شترال الأميرية [الإنجليزية] لتشكيل منطقة شترال [الإنجليزية] في المناطق القبلية التي تُدار إقليميًا [الإنجليزية]، في قسمة مالاكاند [الإنجليزية]، في مقاطعة الحدود الشمالية الغربية [الإنجليزية]، في باكستان.
شهد حكمه فترة طويلة من السلام غير المسبوق في ولاية شيترال. وقد أدخل تغييرات وإصلاحات إدارية واسعة النطاق وبعيدة المدى. قدم شجاع الملك خدمات مهمة للإمبراطورية البريطانية خلال الحرب الأنجلو أفغانية الثالثة. عيَّنه البريطانيون رفيقًا في وسام الإمبراطورية الهندية الأرفع [الإنجليزية] (CIE) في عام 1903، وقائدًا فارسًا في وسام الإمبراطورية الهندية الأرفع [الإنجليزية] (KCIE) في عام 1919. وقد مُنح تحية شخصية بالمدفع [الإنجليزية] من 11 طلقة، ولُقب بصاحب السمو.

## الأوسمة
- قائد فارس من أرفع وسام للإمبراطورية الهندية [الإنجليزية] (KCIE) في عام 1919
  - (عُين رفيقًا في أعلى وسام الإمبراطورية الهندية (CIE) في تكريمات دوربار عام 1903 [الإنجليزية][35][36])
- ميدالية دلهي دوربار الذهبية [الإنجليزية] (1903)
- ميدالية دلهي دوربار الذهبية [الإنجليزية] (1911)
- ميدالية اليوبيل الفضي للملك جورج الخامس [الإنجليزية] (1935)

## الوفاة
توفي شجاع الملك في 13 تشرين الأول 1936م. دُفن في مقبرته العائلية المجاورة للقلعة الملكية في شيترال. وقد خلفه في منصب المهتار ابنه الأكبر ناصر الملك بن شجاع الملك.